# Noël de Caron
Noel de Caron (ca. 1550 - 1 of 11 december 1624), heer van Schonewale of Schoonewalle was een schepen in het vrije van Brugge, en een Nederlandse diplomaat, met als vestigingsplaats Londen.
In 1581 werd hij als lid van de Staten-Generaal der Nederlanden gekozen. Caron stond bekend als een toegewijd calvinist en dienaar van de prins. In 1584 reisde hij naar Frankrijk op een diplomatieke missie naar Hendrik III van Frankrijk. De Spaanse ambassadeur boycotte het bezoek, en het gezelschap werd tegengehouden bij Senlis. De Franse koning vond dat hij vreemdelingen en onderdrukten niet kon weigeren, niettemin werd de missie een mislukking.
Caron had de opdracht om een soeverein te zoeken voor de jonge republiek en in 1585 werd hij naar Engeland gezonden om te onderhandelen met Elisabeth I van Engeland. Hij was betrokken bij het opstellen van het Verdrag van Nonsuch.
In 1602 speelde de belegering van Oostende, een van de pandsteden een rol in de onderhandelingen tussen Engeland en de Republiek. De stad capituleerde in 1604. Hij had te maken met François van Aerssen, de Nederlandse ambassadeur in Frankrijk, en Johan van Oldenbarneveldt.
In 1602 kocht hij een landgoed in Lambeth, nu Vauxhall Park en werd een van de rijkste inwoners in de destijds landelijke omgeving. Mogelijk woonde hij in Clapham. In 1604 moest hij zijn diensten aanbieden aan de koning van Engeland en Schotland Jacobus I van Engeland, die vrede wilde sluiten met Spanje. Van Aerssen verbaasde zich over het feit dat Frankrijk, waar men overtuigd katholiek was, de Republiek steunde met een behoorlijke som geld en met troepen, terwijl Engeland, waar men protestant was, eerder Spanje begunstigde. In 1608 kreeg hij te maken met de voorwaarden voor het Twaalfjarig Bestand. Pas in 1609 werd hij de eerste ambassadeur naar dat land; een erkenning van de soevereine status van Nederland. Ook Van Aerssen werd toen ambassadeur in Frankrijk in plaats van gezant. Tot slot bood ook de Republiek Venetië aan een gezant te ontvangen. Ambassadeurs moesten evenwel schriftelijk audiëntie aanvragen; gezanten hadden het iets makkelijker en kregen meestal informeel toegang.
Caron was buitengewoon rijk en verstrekte diverse leningen aan de Engelse koning. In 1607 zou Caron zijn geridderd door Jacobus I.
In 1616 was Caron betrokken bij het aflossen van de pandsteden: Brielle, Vlissingen, en het Fort Rammekens (Het Vlaamse Oostende, aanvankelijk een pandstad, speelde in de onderhandelingen geen rol meer. Het was in Spaanse handen).
In 1618 logeerde Constantijn Huygens bij Caron. Huygens was meegekomen in het gevolg van Sir Dudley Carleton, de Engelse ambassadeur in Den Haag. Huygens speelde luit voor de homoseksuele, maar ook intellectuele koning. In 1622 werd Huygens tot ridder geslagen, een belangrijke stap voor zijn diplomatieke carrière.
Caron is nooit getrouwd geweest en de Prins van Wales was zijn erfgenaam. De verwanten van Caron voerden jarenlang processen vanwege de erfenis. Caron is opgevolgd door Albertus Joachimi.